# Dennie-Morgan-Falte

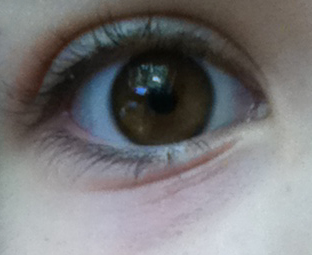
Dennie-Morgan-Falte unter dem unteren Augenlid

Dennie-Morgan-Falten sind Einfaltungen der Haut unterhalb des unteren Augenlids, die klinisch als Zeichen für eine allergische Veranlagung (Atopie) gelten.
In der Regel sind Dennie-Morgan-Falten beidseitig vorhanden und im Kindesalter stärker ausgeprägt. Sie können doppelt oder einfach gefaltet sein.
Dennie-Morgan-Falten erlauben beim ersten ärztlichen Blick in Zusammenschau weiterer Symptome schnell die Verdachtsdiagnose einer Atopie. Jedoch sind sie kein verlässliches diagnostisches Zeichen.
Dennie-Morgan-Falten kommen bei Atopie-Patienten häufiger vor als in der Normalbevölkerung, jedoch weist über die Hälfte der Atopiker keine Dennie-Morgan-Falten auf.
Die Falten wurden von Charles Clayton Dennie und 1948 von D. B. Morgan beschrieben.